# 偏遠地區
偏遠地區（英語：Backcountry），通常指地理位置偏遠、甚至與世隔絕的區域。

## 定義

### 美國
美國內政部國家公園管理局（英語：National Park Service，簡稱NPS）將偏遠地區定義為「國家公園原始、未開發的部分」。

### 中華民國
中華民國內政部將偏遠地區定義為：「人口密度低於全國平均人口密度五分之一之鄉（鎮、市、區），或距離直轄市、縣（市）政府所在地七．五公里以上之離島。」，而教育部國民及學前教育的法規〈偏遠地區學校分級及認定標準〉按照交通、文化、生活機能、數位環境、社會經濟條件等因素，進一步將偏遠地區分為三級：極度偏遠、特殊偏遠、偏遠。